# David Fisher
Pour les articles homonymes, voir David Fisher (scénariste) et Fisher.
 (juin 2025).
 (juin 2025).
David Fisher (1948), né en à Tel Aviv, est un architecte israëlo-italien vivant à Florence.
Il est diplômé de l’Université de Florence, où il a également enseigné l’architecture et l‘ingénierie structurelle, Fisher conçoit des bâtiments, restaure des monuments antiques et travaille avec des technologies de construction préfabriquées.

## Biographie
Le Dr David Fisher a commencé sa carrière à Florence, après avoir obtenu son diplôme avec mention en architecture à Florence, et il a enseigné l’architecture à la faculté d’architecture et d’ingénierie.
Fisher, un architecte florentin né en Israël, est fier d’être un citoyen italien et vit à Florence depuis plus de 50 ans.
En même temps, l’architecte Fisher a également travaillé à la restauration de monuments anciens et à la conception de bâtiments publics. Par le biais du bureau new-yorkais de Fiteco Ltd, qu’il a fondé au milieu des années 1980, il a été impliqué dans des projets de recherche sur les technologies de construction et de préfabrication, ainsi que dans le développement et la mise en œuvre de projets hôteliers.
Au cours des 30 dernières années, il a concentré son activité sur la conception de bâtiments ayant une relation particulière avec l’environnement, ainsi que sur la redéfinition des extrêmes des aspects techniques et technologiques des bâtiments, en particulier à Londres, Moscou, Hong Kong, Paris et Dubaï.
Fisher a conçu et construit les dômes en béton armé « Binishells » puis a développé des technologies telles que « Bagno intelligente di Leonardo », une salle de bain préfabriquée pour les hôtels et les maisons de luxe, qu’il considère comme l’une des premières applications du processus industriel aux hôtels de luxe. Son projet de premier plan est « Leonardo da Vinci Smart Bathroom » pour la construction et l’installation de salles de bains pré-assemblées dans des hôtels et appartements de luxe. Cela a été considéré comme la première approche « mécanique » de la construction civile, étant le seul système intégré existant de salles de bains produites en usine et, il a utilisé ce système pour la première fois à l’hôtel Le Meridian à Dubaï. D’autres projets ont été réalisés à Milan, Londres, Moscou, Paris et Hong Kong.
Entre 1995 et 1997, Fisher était le vice-consul honoraire de l’Italie en Israël.
Fisher ne peut être considéré comme un simple architecte au sens traditionnel du terme. Au cours de sa carrière, il a eu une expérience à 360° dans le monde de la construction: d’enseignant à concepteur, de la préparation d’études de faisabilité au financement de grands projets, de la gestion de projet au marché immobilier, et de la conception de produits à la construction et au développement de grandes installations industrielles.
Selon l’architecte Fisher, le temps est la dimension la plus importante de la vie car il est étroitement lié à la relativité. Fisher est le fondateur et président honoraire de Dynamic Architecture Group. Son projet de nouveau gratte-ciel, la Rotating Tower, « forgée par la vie, conçue par le temps », est présenté par ses partisans comme le début d’une nouvelle « ère de l’architecture ».
La Dynamic Tower est le projet d’un gratte-ciel de 80 étages à Dubaï[9] et promet d’être le premier bâtiment au monde en mouvement. Il se caractérise par des étages rotatifs à commande vocale qui permettent au bâtiment de prendre une forme en constante évolution, avec la possibilité pour les résidents de changer de vue[10] même à 360 degrés. Chaque étage peut tourner indépendamment des autres. Des éoliennes et des panneaux solaires sur des toits individuels pour produire de l’électricité complètent le projet. Les étages entiers seront assemblés dans une structure industrielle pour être ensuite soulevés et installés, portant le monde de la construction à un autre niveau d’industrialisation.
Au fil des années, la préfabrication a également conduit Fisher à concevoir, construire et gérer de grandes installations industrielles, des activités de construction et d’immobilier, des projets hôteliers ainsi que des conférences dans de nombreuses universités sur trois continents.
Il a redéfini les extrêmes technologiques de la construction dans différentes villes pendant plus de trois décennies, en se concentrant sur l’industrialisation de la construction.
L’expérience à 360 degrés dans le monde de la construction – du développement de projet à la gestion de la construction, et de l’enseignement à la conception – a été à la base de son invention des premières Tours dynamiques.
L’architecture, selon Fisher, devrait être économiquement durable, basée sur la science et la durabilité, plutôt que sur le design et la beauté, en contribuant aux besoins réels des hommes et de la société.
Son innovation des Tours rotatives et le réseau mondial du Mouvement dynamique visent à diffuser sa façon de concevoir l’architecture, où la forme est le résultat de la fonctionnalité et la beauté est le résultat de la logique et de la durabilité.
Fisher est convaincu que le coronavirus apportera une contribution importante à la prise de conscience que l’architecture devrait être principalement fonctionnelle et rendra également le monde meilleur.
Son invention de la Dynamic Tower, portant pour la première fois la quatrième dimension – le temps – au monde de la construction, pourrait annoncer une nouvelle ère de l’architecture.